# جائزة البرتغال الكبرى 1987
جائزة البرتغال الكبرى 1987 هو سباق فورمولا 1 أقيم بتاريخ 20 سبتمبر 1987 في إستوريل، البرتغال. كان الثاني عشر من أصل 16 في بطولة العالم لسباقات الفورمولا واحد موسم 1987. حلّ الفرنسي ألن بروست أولا بينما جاء النمساوي غيرهارد بيرغر في المركز الثاني وحصل على المركز الثالث البرازيلي نيلسون بيكيه.